# Ludwig Erhard
Ludwig Wilhelm Erhard (4 tháng 2 1897 - 5 tháng 5 1977) là một chính trị gia người Đức và là thủ tướng Tây Đức từ 1963 tới 1966. Ông được biết đến nhiều với vai trò then chốt trong công cuộc cải cách và phục hồi kinh tế nước Đức thời hậu chiến, đặc biệt khi ông giữ chức Bộ trưởng Kinh tế dưới thời thủ tướng Konrad Adenauer sau năm 1949.

## Cuộc đời và sự nghiệp
Sinh tại Fürth, Đức. Từ 1912 đến 1916 ông học về lĩnh vực thương mại. Sau đó ông làm nhân viên bán lẻ tại cửa hàng bán vải của cha.
Ông trở thành một lính pháo binh cho lực lượng quân sự Đức trong Thế chiến I năm 1916, chiến đấu tại România và bị thương nghiêm trọng gần Ypres năm 1918. Erhard sau đó không tiếp tục công việc bán vải nữa mà chuyển qua học về kinh tế tại Đại học Nuremberg và sau đó là Đại học Frankfurt am Main. Ông nhận được bằng tiến sĩ từ Franz Oppenheimer năm 1925.
Trong thời gian học tại Frankfurt ông kết hôn với Luise Schuster. Sau khi tốt nghiệp, hai vợ chồng ông chuyển tới Fürth và trở thành giám đốc quản lý cho công ty của cha mẹ năm 1925, mà đã phá sản vào năm 1928 vì tình trạng kinh tế chung khó khăn. Sau đó ông trở thành trợ lý tại Institut für Wirtschaftsbeobachtung der deutschen Fertigware, một viện nghiên cứu tiếp thị, rồi trở thành giám đốc ủy quyền của viện.
Do những vết thương từ hồi Thế chiến I, Erhard không phải gia nhập quân đội Đức trong Thế chiến II. Thay vào đó, ông làm về các vấn đề liên quan đến hòa bình thời hậu chiến; tuy nhiên những chương trình học dạng này lại bị quân Phát Xít cấm vì khi đó Đức Quốc xã đã tuyên bố một cuộc chiến tranh tổng lực. Erhard mất việc năm 1942, tuy nhiên ông vẫn tiếp tục tự mình nghiên cứu về đề tài này. Năm 1944, ông viết War Finances and Debt Consolidation. Trong bài viết này, ông dự đoán nước Đức đã thua trận. Ông gửi những suy nghĩ của mình tới Carl Friedrich Goerdeler, một nhân vật then chốt trong phong trào phản kháng chống chính quyền Phát Xít, người này đã giới thiệu Erhard tới những người bạn của ông ta.
Sau chiến tranh Erhard trở thành cố vấn kinh tế cho chính quyền quân sự Hoa Kỳ tại Bavaria, sau đó ông được chính quyền Mỹ bổ nhiệm làm Bộ trưởng Kinh tế trong nội các vùng Bavaria dưới thời thủ tướng Wilhelm Hoegner. Sau khi chính quyền Mỹ và Anh thiết lập khu vực Bizone. Erhard trở thành chủ tịch của Sonderstelle Geld und Kredit năm 1947, một ủy ban thực hiện việc cải cách tiền tệ.
Năm 1948, ông được bầu chọn làm giám đốc kinh tế của Ủy ban kinh tế Bizone. Ngày 20 tháng 6 năm 1948, đồng Mark Đức được giới thiệu với công chúng. Erhard xóa bỏ việc điều chỉnh giá và những kiểm soát về sản xuất được ban hành bởi chính quyền quân đội. Điều này đã gia tăng quyền lực cho Erhard, tuy vậy ông đã thành công với bước đi liều lĩnh này. Cựu chủ tịch của Cục Dự trữ Liên bang Hoa Kỳ Alan Greenspan từng tán dương những đóng góp của Erhard cho sự tự do hóa hàng hóa và thị trường kinh tế châu Âu năm 1948. Greenspan phát biểu trong cuốn The Age of Turbulence rằng những đóng góp về chính sách kinh tế của Erhard có giá trị hơn nhiều cho sự phục hồi của nền kinh tế châu Âu sau với Kế hoạch Marshall.
Năm 1949, ông gia nhập nghị viện Tây Đức. Năm sau đó, ông được cho là đã gia nhập Liên minh Dân chủ Cơ đốc (CDU) dù cho điều này không được xác nhận trong phần lý lịch của Erhard. Đến tháng 9, ông được bổ nhiệm làm Bộ trưởng Kinh tế cho nội các của Konrad Adenauer. Đảng của ông đã đưa ra một đề cương về kinh tế thị trường xã hội trong bài diễn thuyết của đảng.
Sau khi Adenauer từ chức năm 1963, Erhard được bầu làm thủ tưởng Tây Đức với 279 áp đảo 180 phiếu. Năm 1965, ông tái đắc cử. Từ 1965 tới 1967, ông kiêm giữ chức chủ tịch CDU.
Ngày 26 tháng 10 năm 1966, bộ trưởng Walter Scheel (FDP) từ chức để phản đối dự thảo ngân sách được đưa ra một ngày trước đó. Những bộ trưởng khác của đảng FDP cũng từ chức - liên minh bị đổ vỡ. Erhard từ chức ngày 1 tháng 12. Người kế nhiệm ông là Kurt Georg Kiesinger.
Erhard tiếp tục sự nghiệp chính trị với tư cách là thành viên của nghị viện Tây Đức cho tới khi ông qua đời tại Bonn ngày 5 tháng 5 năm 1977. Ông được chôn cất tại Gmund am Tegernsee. Trường cao đẳng Ludwig Erhard-Berufsschule tại Paderborn và Münster được đặt theo tên ông.